# 蛇紋石

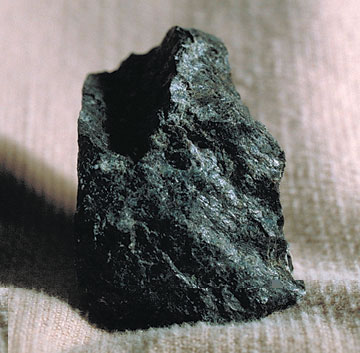
蛇紋石

蛇紋石（じゃもんせき、serpentine、サーペンティン）はマグネシウムを主とする含水ケイ酸塩鉱物である。色は主に緑色で、赤色、黄色、黒色などが混ざる。単斜晶系と斜方晶系に属す。通常、鱗片状、繊維状、塊状である。蛇紋岩は蛇紋石が主成分である。
化学組成は(Mg,Fe)3Si2O5(OH)4であり、カンラン石の変質により生じる。日本での主な産出場所は、埼玉県秩父郡皆野町金崎や高知県高知市円行寺などである。

## 種類
アンチゴライト（antigorite、葉蛇紋石）
{\displaystyle {\ce {(Mg,Fe)6Si4O10(OH)8}}}、単斜晶系。
単斜クリソタイル石（clinochrysotile）
{\displaystyle {\ce {Mg6Si4O10(OH)8}}}、単斜晶系。
斜方クリソタイル石（orthochrysotile）
{\displaystyle {\ce {Mg6Si4O10(OH)8}}}、斜方晶系。
リザード石（lizardite）
{\displaystyle {\ce {Mg6Si4O10(OH)8}}}、六方晶系。
いずれもよく似ていて、肉眼での区別は困難。